# Вальтер фон Плеттенберг
Вальтер фон Плеттенберг (нім. Wolter von Plettenberg; бл. 1450 — 28 лютого 1535) — 41-й магістр Лівонського ордену в 1494—1535 роках.

## Життєпис

### Кар'єра
Походив зі знатного німецького роду Плеттенбергів з Вестфалії. Старший син Бертольда фон Плеттенберга і Гестеки фон Лаппе. Народився близько 1450 році у замку Мейріх в Вельфері. В 10 років Вальтера було передано під опіку родичеві Годдарткуфон Плеттенбергу, ландмаршалу Лівонського ордену, що мешкав у Нарві. У 1465 році вступив до Лівонського ордену. 1469 році призначено шенком (податківцем)) в Ашерадені.
1481 року призначається шеффером (очільником фінансової служби) Ордена. У 1482—1488 роках обіймав посаду фогта Резекне. У 1489 році був обраний ландмаршалом Лівонського Ордена. У 1490—1491 роках успішно боровся проти міста Риги, яке не бажало коритися архієпископу ризькому Міхаелю Гільдебранду. 1491 року завдав важкої поразки рижанам у битві біля Нойєрмюлена.

### На чолі Ордена
1494 року був обраний новим магістром Лівонського Ордена. Невдовзі після обрання стикнувся загрозою з боку Великого князівства Московського, яке почало наступ на ганзейських купців. Насамперед було закриття Німецького двору в Новгороді. В результаті Лівонія опиналася в стані війни з Москвою.
Провів успішну військову реформу, озброївши армію сучасною зброєю. У період підготовки війни з Великим князівством Московським Вальтер фон Плеттенберг багато зробив для того, щоб розвинути у своїх співгромадян почуття патріотизму, намагаючись, зокрема на Валкському ландтазі 1498 року впровадити ідею участі всіх лівонців в організації оборони країни. Створена ним система передбачала створення вузлів оборони, якими повинні були стати замки ордена, де були зосереджені основні загони найманців, запаси зброї і харчування. Плеттенберг намагався підвищити боєздатність збройних сил ордена шляхом збільшення в їх складі чисельності кінноти і артилерії.
Водночас протягом 1494—1497 років підтримував дипломатичні зусилля Тевтонського ордену отримати офіційне оголошення хрестового походу проти Москви з наданням відповідних привілеїв. Для цього походу планувалося залучити Швецію. Але повалення данськими військами шведського регента Стена Стуре Старшого перешкодила цим планам.
У 1498 році після провалу перемовин з московськими представниками Вальтер фон Плеттенберг став готуватися до нападу на Псковську республіку, що перебувала під впливом великого князівства Московського.
У 1500 році Плеттенберг вступив в перемовини з Олександром Ягеллончиком, великим князем Литовським, який на той час воював з Москвою. В результаті 1501 року було укладено Венденський договір. Магістр лівонського ордену також спробував переконати папу римського Олександра VI оголосити хрестовий похід проти Великого князівства Московського, але марно.
У серпні 1501 року Плеттенберг на чолі лівонського війська завдав поразки ворогам у битві на річці Сериця (неподалік від Ізборська). Проте власними силами лівонці не мали змоги захопити Псков і Ізборськ. Тому Вальтер фон Плеттенберг обмежився знищенням фортець Острів і Івангород.
Взимку 1502 року московське військо сплюндрувало Східну Лівонію, а потім Плеттенерг зазнав поразки в битві під замком Гельмед. Плеттенберг спробував підкорити Псков ще один раз, але московські загони, що прийшли на допомогу місту, змусили лівонців відступити.
1502 року Вальтер фон Плеттенберг завдав поразки московитам у битві на озері Смолін, проте основні сили суперника не було знищено. Того ж року отримав динабурзьке комтурство (володів до 1510 року).
У 1503 році невдовзі після завершення московсько-литовської війни Вальтер фон Плеттенберг також пішов на укладання перемир'я з Москвою. Воно було підписано на умовах повернення статус-кво, строком на 6 років (у 1509, 1521 і 1531 роках продовжувалося). В результаті загроза Ордену з боку Московії була усунена, що значно зміцнило авторитет Плеттенберга.
Після цього основні зусилля звернув на внутрішнє зміцнення лівонського ордену. 1507 році Плеттенберг видав закон, яким заборонялося селянам носити зброю, окрім того часу, коли вони супроводжували свого пана на війні. У 1508 році стикнувся з небажанням Ревеля і північноестонського лицарства (область Хар'янн-Вірланда) визнати владу Лівонського ордену. Йому довелося докласти чималих зусиль для приборкання цього сепаратизму, проте без певного успіху.
1514 року підписав «вічний мир» з великим князівством Литовським. 1519 року Вальтер фон Плеттенберг долучився до війни Тевтонського ордену з Королівством Польським, але без особливого бажання. Втім за свою допомогу в 1520 році в Мемелі отримав від Альбрехта Гогенцоллерна, магістра Тевтонського ордену, остаточну відмову від Північної Естляндії. Але допомога Лівонії була незначною, тому Гогенцоллерн у 1521 року уклав мир з Польщею. З огляду на це магістр Тевтонського ордену до 1525 року тягнув з виконанням угоди в Мемелі. Невдовзі Плеттенберг зайняв Ревель й отримав присягу від північноестляндського лицарства. Водночас Вальтер фон Плеттенберг домігся повної незалежності Лівонії від Тевтонського лицарства.

### В умовах Реформації
З початком Реформації у 1520-х роках у Балтії, Вальтер фон Плеттенберг підтримав учнів Мартина Лютера — Йоганна Бугенхагена, Андреаса Кнопкена, Сільвестра Тегетмеєра, Мельхіора Гоффмана. Втім Плеттенберг лише намагався послаблити могутнє Ризьке архієпископство. Втім у 1523—1524 роках в магистратах Ревеля та Риги владу захопили лютерані. Магістр звернувся до Папського престолу по допомогу, але марно.
Разом з тим він використав ситуацію для зміцнення свого впливу в Ризі з огляду на протистояння, що виникло з 1524 року між новим ризьким архієпископом Йоганном VII Бланкенфельдом, який ревно боровся проти поширення протестантизму. Вальтер фон Плеттенберг оголосив підтримку ризького магистрату, завдяки чому Рига 1524 року добровільно підкорилася магістру Лівонського ордену.
Натомість у 1525 року Вальтер фон Плеттенберг відкинув пропозицію прийняти лютеранство і стати світським володарем Лівонії, а на ландтазі 1526 року заявив про прихильність католицтву, вставши на захист монастирів та єпископату. Натомість ландтаг оголосив Плетенберга проектором лівонії. Невдовзі Плеттенберг став васалом і імперським принцом імператора Карла V Габсбурга, сподіваючись таким шляхом отримати пряму підтримку з боку Священної Римської імперії. Отримав офіційну титулатуру «високоповажний, могутній князь і пан».

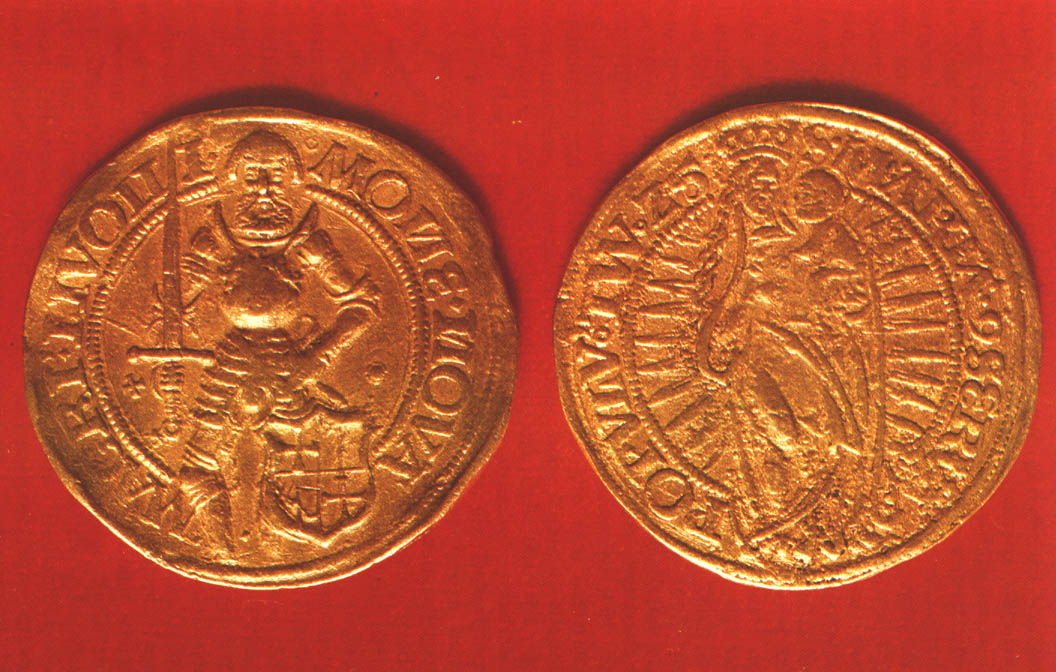
Золоті талери Вальтера фон Плеттенберга

У тому ж році на монетному дворі Риги за наказом Плеттенберга було викарбувано 10 гульденів в золоті і талери в сріблі з його зображенням.
У 1527 році продовжив протистояння з новим ризьким архієпископом Томасом Шеннінгом, з яким лише 1529 року досяг домовленостей про те, що феодальна влада останнього над Ригою відновлюється в повній мірі і він знову знаходить контроль над Ригою. Плеттенберг, перебуваючи в Любеку, змушений був піти на підписання договору в тому числі під тиском з боку Імперського суду. Але невдовзі римським коад'ютером було призначено Вільгельма Гоггенцоллерна, що підтримував лютеран. При цьому позиції Томаса Шенніга, католицького архієпископа Риги, послабилися. Зрештою почалася так звана «коад'ютерна війна», викликана бажанням Вільгельма, за прикладом свого брата Альбрехта створити в Лівонії власне герцогство зі столицею в Ризі.
1530 року Вальтер фон Плеттенберг отримав у лен Лівонію від імператора Карла V. Плеттенберг поволі прагнув зосередити в своїх руках усі основні важелі влади задля перетворення Лівонського ордену в централізовану державу.
1532 року надав підтримку Рейнгольду фон Буксгеведену у боротьбі за кафедру Езельського єпископа з Вільгельмом Гогенцоллерном. Водночас на ландтазі того ж року підтримав стани і міста, завдяки чому було прийнято рішення про свободу віросповідання.
1533 року в Вендені Плеттенберг уклав з Вільгельмом Гогенцоллерном та станами договір, який загалом підтвердив рішення ландтагу 1532 року. Водночас Гогенцоллерн не мав права розширювати владу поза володінь Ризького архієпископства. Також цього ж року Плеттенберг впровадив посаду коад'ютера — визначеного наступника магістра Лівонського ордена. Це було зроблено задля забезпечення визначенності й спадковості в управлінні.
Вальтер фон Плеттенберг доклав чималих зусиль щоб запобігти втручанню в справи Лівонії короля Данії. У 1534 року в Фелліні уклав договір з Ризьким архієпископом, його коад'ютором та іншими лівонскими єпископами, спрямований на захист Ордена від внутрішніх та зовнішніх ворогів. На початку 1535 року Вальтер фон Плеттенберг помер. Похований в Вендені в церкві Святого Іоанна.